# Kim Mi-hyun
Dans ce nom coréen, le nom de famille, Kim, précède le nom personnel.
Kim Mi-hyun, née le 13 janvier 1977 à Inchon, est une golfeuse sud-coréenne.

## Biographie
Après avoir évolué sur le circuit professionnel sud-coréen, circuit qu'elle a rejoint en 1996 lorsqu'elle passée professionnelle, elle rejoint, sur les conseils de sa compatriote Se Ri Pak le circuit américain en 1999. Pour sa première saison, elle remporte deux tournois et termine la saison avec le titre de rookie of the year, meilleure débutante.
L'année suivante, elle remporte un nouveau tournoi et termine à la seconde place de l'Open britannique. Elle a également terminé à la quatrième place lors de l'US Open.
Les années suivantes, elle remporte deux titres en 2002, puis de nouveau deux en 2006, année où elle termine à la troisième place lors du LPGA Championship.